# Palazzo Benedetti
Palazzo Benedetti è un palazzo in stile gotico-veneziano del XIV secolo con un sotoportego o sotto porticato caratteristico e raro sul lato del canale, situato vicino nei pressi della chiesa Santa Sofia nel sestiere di Cannaregio a Venezia. Dall'altra parte del ponte si trova il Palazzo Priuli Stazio. Palazzo Benedetti viene anche chiamato Palazzo di Sottoportico della Guerra in quanto sovrasta tale sottoportico.

## Storia
Il palazzo fu costruito dalla famiglia Benedetti, il cui stemma è visibile sulla facciata. La famiglia composta in prevalenza da soldati e vescovi i quali presumibilmente immigrarono a Venezia prima del XIII secolo da Acri. Esistono dei documenti del 1537  presentati al Collegio dei Savi in cui Alvise Benedetti, figlio di Domenico, indica di risiedere nel palazzo.
Pietro Benedetti, consigliere del sestiere di Cannaregio, visse qui nel 1622.
L'8-9 giugno 1658, mentre il figlio di Pietro, Vincenzo, dormiva nel palazzo, fu assalito da ladri e in seguito ad una sua reazione fu assassinato. Arrestati per il crimine furono Giuseppe Righi, un commerciante, Pietro un barbiere di Campo Sant'Angelo, Francesco Menegatti un capitano di mare, Tomaso Carli, un amico di Righi, e Antonio erborista di Sant'Angelo, Simeone Maggiotto e Girolamo Biriboccoli, entrambi di Cannaregio ed anche un frate di nome Leone del convento di San Giobbe, fratello del barbiere Pietro. Furono tutti condannati il 26 giugno 1658. I primi due furono portati dalla prigione dei piombi fino alla scena del crimine per poi tagliargli entrambe le mani. Furono poi trascinati attaccati alla coda dei cavalli da Santa Sofia fino alle colonne della Piazzetta dove sarebbero stati marchiati tre volte con un ferro ardente, e per tutto il tempo costretti per proclamare ad alta voce la loro malvagità, fino ad arrivare al luogo dell'esecuzione.

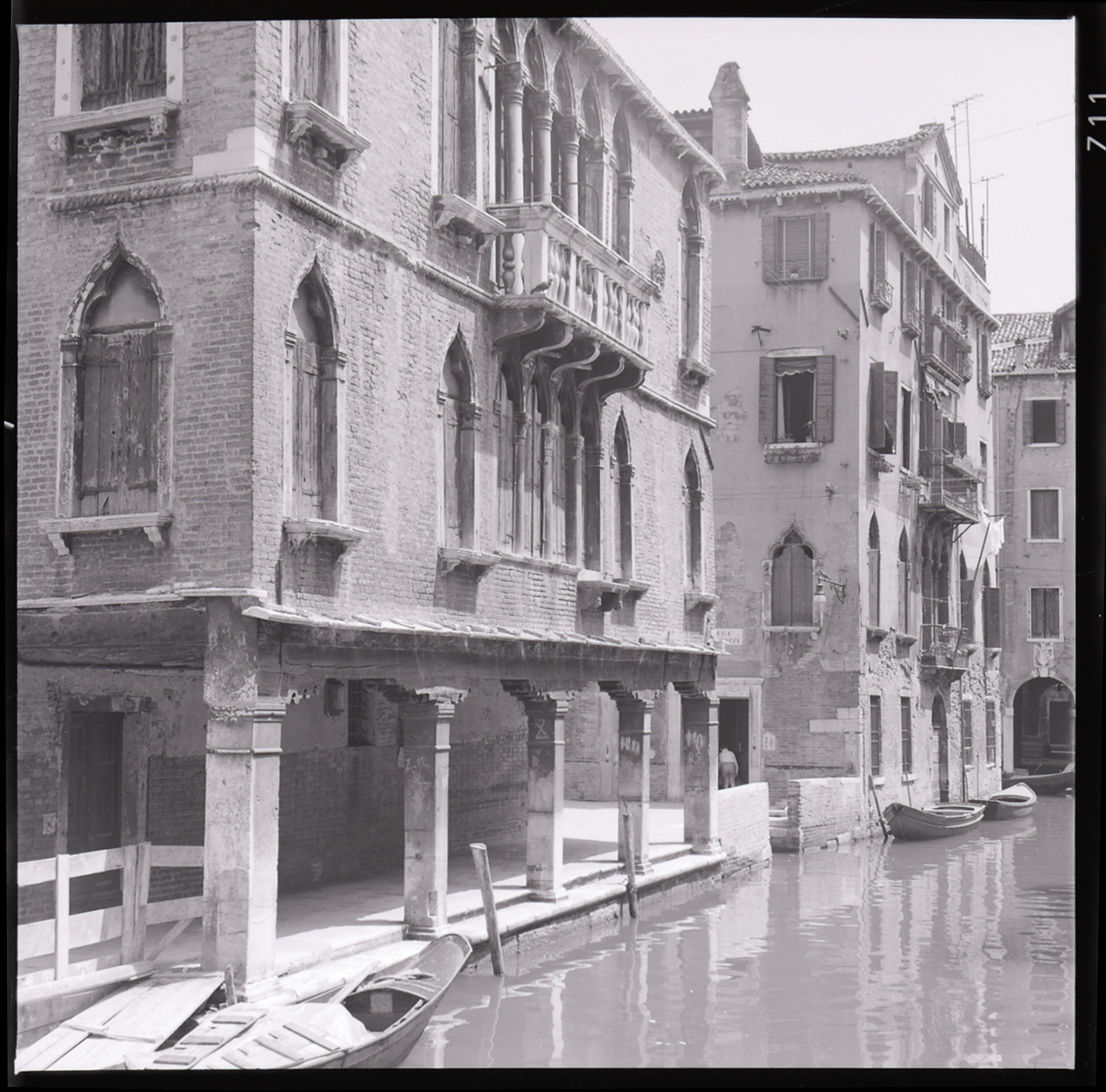
Palazzo Benedetti in una foto di Paolo Monti del 1969

Il terzo colpevole fu condannato a 12 anni di carcere. Gli altri riuscirono a fuggire e gli fu proibito di tornare a Venezia a pena della stessa punizione inferta ai primi 2.
L'ultimo discendente, Vincenzo Benedetti, fu sepolto nella Basilica dei Santi Giovanni e Paolo nella seconda cappella a destra, dove una targa recita la funesta tragedia.